# アレハンドロ・メネンデス
アレハンドロ・メネンデス・ガルシア（西: Alejandro Menéndez García、1966年7月12日 - ）は、スペイン・アストゥリアス州ヒホン出身のサッカー指導者。

## 来歴

### ブリーラム・ユナイテッドFC
2013年9月、タイ・プレミアリーグのブリーラム・ユナイテッドFC監督に就任した。2013年はプレミアリーグ、FAカップ、リーグカップで優勝した。2014年2月1日にコー・ロイヤルカップ2014、同15日にトヨタ・プレミアカップ2013で優勝し、監督就任から半年間で5つのタイトルを獲得した。ブリーラム・ユナイテッドはアッタポル・プスパコム監督時に優勝したコー・ロイヤルカップ2013を加えた国内四冠を達成した。
同年9月18日、AFCチャンピオンズリーグ2013準々決勝のエステグラルFC戦で初めてAFCチャンピオンズリーグの舞台で指揮を執った。

## タイトル

### 指導者時代
ブリーラム・ユナイテッドFC
- タイ・プレミアリーグ：1回（2013）
- タイFAカップ：1回（2013）
- タイ・リーグカップ：1回（2013）
- コー・ロイヤルカップ：1回（2014）
- トヨタプレミアカップ：1回（2014）

個人
- Iリーグ月間最優秀監督賞：1回（2019年12月）